# Viburnum lasiophyllum
Viburnum lasiophyllum är en desmeknoppsväxtart som beskrevs av George Bentham. Viburnum lasiophyllum ingår i släktet olvonsläktet, och familjen desmeknoppsväxter. Inga underarter finns listade i Catalogue of Life.